# Anwar Khoshaba
Anwar Khoshaba, är en australisk politiker, tidigare borgmästare i Fairfield, Sydney numera vice borgmästare. Han har assyriskt/syrianskt ursprung.